# Inmobiliaria Colonial
Inmobiliaria Colonial es una corporación multinacional española del sector inmobiliario.

## Historia
Años 40- años 80
'Inmobiliaria Colonial fue constituida en diciembre de 1946 por el Banco Hispano Colonial, entidad financiera que había participado activamente en la historia económica del país. La compañía fue fundada con el objetivo de gestionar el importante patrimonio en terrenos del Banco Hispano Colonial, así como los activos inmobiliarios aportados por otras entidades financieras y por particulares.
En el marco del auge de la construcción que empezó en los años 60, Inmobiliaria Colonial desarrolló un proyecto innovador y de grandes dimensiones conocidas como Barcelona 2, integrado por más de 1.000 viviendas y locales comerciales en régimen de alquiler. Este proyecto supuso un impulso importante al reposicionamiento inmobiliario de la zona, que actualmente está considerada como una de las áreas más exclusivas de la ciudad para inmuebles de alquiler y para oficinas prime en el distrito central de negocios (CBD).
En los años 70-80 Inmobiliaria Colonial fue consolidando progresivamente su posición en el sector inmobiliario español.
1991 – 1999
Entrada de ‘la Caixa’ y salida a bolsa
En 1991 “La Caixa” adquirió una participación mayoritaria de Inmobiliaria Colonial, en poder hasta entonces del Banco Central Hispanoamericano. La entrada de ‘La Caixa’ supuso la aportación por parte de ésta de locales y edificios que sumaban una superficie de más de 500.000 m².
A partir de aquel momento Inmobiliaria Colonial contrató a un nuevo equipo directivo que inició un proceso de reposicionamiento y racionalización de su cartera de activos y que llevó a la compañía a centrar su estrategia en el negocio de alquiler de edificios de oficinas de calidad ubicados en los distritos centrales de negocios de Madrid y Barcelona. Al mismo tiempo se inició una actividad selectiva y rentable en el negocio de suelo y de promoción residencial.
En 1999 la Compañía salió a bolsa en un proceso que tuvo un gran éxito, con un alto porcentaje de adjudicación entre el tramo minorista, situando el free float en el entorno del 55%. El proceso de reposicionamiento iniciado en años anteriores experimentó un avance importante tras la salida a Bolsa.
2006 – 2008
Cambio de accionariado, cambio de la estrategia corporativa y crisis financiera e inmobiliaria
2006 – Opa de Inmocaral
En el año 2006 la compañía inmobiliaria Grupo Inmocaral lanzó una OPA sobre el 100% del capital de Inmobiliaria Colonial, financiada parcialmente con deuda bancaria.
El precio de adquisición supuso una prima sustancial sobre el NAV de Inmobiliaria Colonial. Una vez ejecutada la OPA, que tuvo un 93,4% de aceptación, las dos compañías se fusionaron incrementándose de esta forma significativamente el peso del negocio promotor.
2007 – Adquisición de Riofisa y del 15% FCC
En 2007 el nuevo accionista de referencia inició un giro en la estrategia corporativa de Inmobiliaria Colonial que culminó con la adquisición de una participación del 15% del grupo constructor FCC y el 100% de Riofisa, compañía especializada en la promoción y gestión de centros comerciales.
Ambas operaciones se realizaron en el pico del ciclo inmobiliario y bursátil, y fueron financiadas en su práctica totalidad con deuda bancaria.
Reposicionamiento de la compañía
A partir de 2008
Nuevo accionariado y equipo directivo, turnaraound exitoso y reposicionamiento de la Compañía
2008 – Lenders toman el control de la Compañía
El inicio de la crisis financiera e inmobiliaria en España conllevó graves tensiones financieras a Inmobiliaria Colonial, con importantes caídas en los ingresos y en la valoración de los activos.
Después de largos meses de negociaciones, la compañía finalizó con éxito el proceso de reestructuración de su deuda financiera, tras alcanzar un acuerdo con los bancos coordinadores del préstamo sindicado. El proceso de reestructuración se culminó exitosamente con la recapitalización de Colonial y la apuesta firme estratégica de lo que había sido el core business tradicional de la compañía: el negocio patrimonialista. Tras este proceso, el fondo Coral Partners, Eurohypo, Calyon y Royal Bank of Scotland han pasado a ser accionistas mayoritarios de Colonial.
2008 – Entrada del equipo directivo actual
Tras la toma de control por parte de los bancos, regresó el anterior Consejero Delegado (Juan José Brugera) que fue nombrado Presidente y que junto con el nuevo Consejero Delegado ( Pere Viñolas) reforzaron el equipo con el objetivo de reorientar la estrategia a un enfoque claramente patrimonialista y proporcionar estabilidad operativa y financiera a la compañía.
2010 – Refinanciación
El 19 de febrero de 2010 se firmó un nuevo acuerdo de refinanciación que permitió recapitalizar y dotar a la compañía de una estructura financiera viable a largo plazo.
El proceso de reestructuración fue pionero en el sector inmobiliario y se ha convertido en referencia para otras compañías nacionales e internacionales del sector.
2010 – Adquisición del 30% de SIIC de Paris
A finales del 2010, Inmobiliaria Colonial, a través de su filial francesa SFL, firmó un acuerdo estratégico con Realia para la toma de una participación en SIIC de Paris. Esta operación permite complementar el portfolio de oficinas en París y posicionar a Inmobiliaria Colonial como una inmobiliaria de referencia en Europa en el alquiler de oficina prime.
2011 – Vuelta a los beneficios
En 2011 Inmobiliaria Colonial volvió a la senda de los resultados positivos gracias a la reestructuración financiera y el enfoque de la compañía hacia el negocio patrimonialista de alquiler de oficinas. Este resultado positivo se apoya en la fortaleza del negocio operativo, la progresiva recuperación del valor de los activos de Paris y la estabilización, por primera vez desde el inicio de la crisis, del valor de los edificios de oficinas en alquiler en Madrid y Barcelona.

Actualidad
Grupo Colonial registró el cierre del tercer trimestre de 2015 con un resultado neto de 213 millones de euros lo que supuso un aumento de 354 millones de euros respecto al año anterior. 
Durante el 2015 se generó un alto número de contrataciones lo que provocó cerrar el año con un importante crecimiento en ocupación. 
Las últimas adquisiciones del grupo son las de http://oficinascolonial.com/alquiler-oficinas/colonial-amplia-su-patrimonio-prime-con-el-edificio-principe-de-vergara-112/ (enlace roto disponible en Internet Archive; véase el historial, la primera versión y la última)., un edificio que está experimentando una http://oficinascolonial.com/alquiler-oficinas/colonial-inicia-la-demolicion-del-edificio-de-principe-de-vergara-112/ (enlace roto disponible en Internet Archive; véase el historial, la primera versión y la última). para convertirlo en un edificio sostenible con calificación energética Leed Gold; http://oficinascolonial.com/alquiler-oficinas/el-edificio-de-oficinas-genova-17-se-incorpora-al-patrimonio-de-colonial/ (enlace roto disponible en Internet Archive; véase el historial, la primera versión y la última). y http://oficinascolonial.com/alquiler-oficinas/colonial-adquiere-un-nuevo-edificio-en-madrid/ (enlace roto disponible en Internet Archive; véase el historial, la primera versión y la última)., todos ellos situados en zonas prime de Madrid.

## Accionistas
| Accionista             | Participación | Sociedad                                                       | Participación |
| ---------------------- | ------------- | -------------------------------------------------------------- | ------------- |
| Royal Bank of Scotland | 19,992%       | Royal Bank of Scotland N.V.                                    | 19,992%       |
| Commerzbank            | 19,984%       | Eurohypo AG, Sucursal en España                                | 19,977%       |
| Commerzbank            | 19,984%       | -                                                              | 0,007%        |
| Crédit Agricole        | 19,683%       | Crédit Agricole Corporate & Investment Bank, Paris Head Office | 19,683%       |
| Coral Partners         | 14,734%       | -                                                              | -             |
| la Caixa               | 5,788%        | -                                                              | -             |
| Goldman Sachs          | 4,944%        | Kreta Immobilien GMBH                                          | 4,908%        |
| Goldman Sachs          | 4,944%        | Goldman Sachs International                                    | 0,036%        |